# Bois-du-Luc
Bois-du-Luc Európa egyik legelső szénbányája volt La Louvière mellett, a vallon szénmedence szívében. A területen 1685-ben indult meg a szénkitermelés, amely az ipari forradalom idején robbanásszerű terjeszkedésnek indult. Az egykor hat aktív aknával működő bányaterület és a bányászváros – ami részben ma is lakott – az ipari paternalizmus egyik legjelentősebb fennmaradt példája Belgiumban. A Bois-du-Luc bányatelep a 19. és 20. század derekán alkalmazott mérnöki tudomány minden oldalát tükrözi, műszakilag és társadalmilag egyaránt: a gőzgép bevezetésétől a teljes és autonóm munkásfalu modelljének felépítéséig, a technológiai forradalomtól a társadalmi szerveződés forradalmáig.
A komplexum 1983 óta ökomúzeumként működik, szerepel az Ipari Örökségek Európai útvonalán és egyike annak a négy vallon bányászati helyszínnek, amely az UNESCO világörökség része.

## Története
Nincs arra vonatkozó pontos adat, hogy Bois-de-Luc területén mikor kezdődött a külszíni szénkőfejtés, ám arra már van, hogy 1685. február 14-én alakult meg a Société du Grand Conduit et du Charbornage de Houdeng bányatársaság, amelyet három bányászmester, két kereskedő, két polgári ügyvéd és a földterület birtokosa lord Joseph-François le Danois de Cernay alapított. Bár a társaság idővel átalakult (1807-től Société Civile Charbonnière, majd 1936-ban Société Anonym) a kitermelés egészen 1973-ig tartott.
1698-ban a Bois-du-Luc-ben bányászott szenet több mint ötven községben értékesítették. Újabb járatok megnyitását tűzték célul, és a második akna kiépítése 1727. és 1745. között folyt.
A társaság igen innovatív volt, folyamatosan felhasználta a kor legújabb találmányait: mérnöki újításokat vezetett be az egyes bányászati problémák – mint az aknába betörő víz elvezetésének – megoldására, és a kitermelés hatékonyságának fokozására.
1779-ben a társaság tűzoltóautóval szerelte fel a Bois aknát a víz kiürítésére. Később az angol Thomas Newcomen által kifejlesztett gőzgépet használták, amellyel 112 méter mélyről szivattyúzták a vizet. Ez a sikeres megoldás utat nyitott a berendezések folyamatos korszerűsítése felé: Watt-gép, felvonóaknák, csákánykalapácsok, elektromosság stb.
1804-ben már síneket építettek az egyes aknák összekötésére. 1831-ben De Ridder építőmérnök egy komplex lóvontatású vasúti tervet nyújtott be, amely a keleti szénbányákat a Mons-csatornával köti össze. 1842-ben a Bois-du-Luc szénbánya megvásárolta első gőzmozdonyt.
1846-ban a Társaság megnyitotta a Szent-Emmanuel aknát a Thiriau bal partján. Ez a járat az egyik legvirágzóbb szénlelőhelynek bizonyult.
Mint minden szénbánya, Bois-du-Luc is rendszeresen szenvedett baleseteket. Az egyik legsúlyosabb eset 1885. december 10-én történt, 9 bányász fulladt meg a Szent Patrik aknában keletkezett tűz miatt.
Az 1930-as években a vállalatot is elérte a válság. 1931-ben a nyereség több mint 85%-kal esett vissza, 1932-ben pedig már nem volt. 1935-ben a közel 4000 dolgozót foglalkoztató cég Société Anonyme néven átalakult és a gazdasági helyzet stabilizálódott.
A háború után rövid fellendülési periódus következett, de mint a legtöbb belga bányászati a cég Bois-du-Luc sem volt nyereséges. Aknáiból 1953-ban 574 350 tonna szenet termeltek ki. A hanyatlás jelképeként 1959-ben a Szent-Emmanuel akna leállította tevékenységét. 1961 után a dolgozók száma 3000 fő alá esett és évről évre csökkent, majd 1973. június 15-én a bánya bezárt.

## A munkásváros

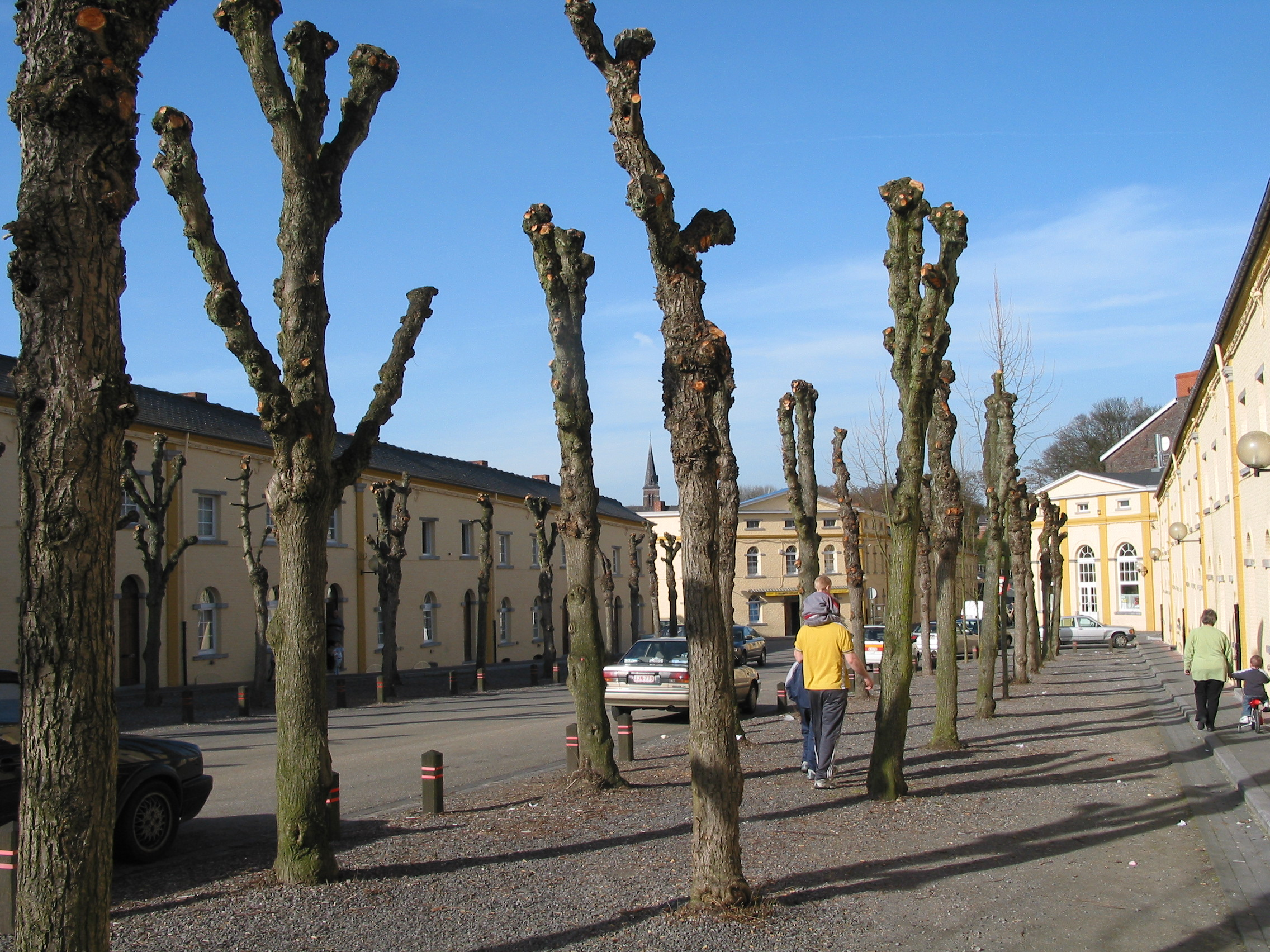

A munkaerő professzionalizálása és a kitermelés hatékonyságának további növelése érdekében a vezetőség összevonta a termelési telephelyeket és a lakóterületeket. 1838-ban a bányatársaság városépítésbe kezdett, hogy lakhatáson keresztül idevonzza a munkaerőt, amely a Saint-Emmanuel járat megnyitása miatt egyre sürgetőbbé vált. Bois-du-Luc átvette a Henri De Gorge által Grand-Hornuban alapított városi komplexum ötletét és azt az utópisztikus felfogást, hogy a munkások életminőségének javítása hozzájárul a profit növeléséhez.
A bánya mellé épült kisváros – más néven Carré du Bois-du-Luc – 162 munkásházból áll, amelyek 1838 és 1853 között épültek. A két hektáros kerületen kialakított homogén házegyüttes, trapéz alakban, négy utcával négy részre osztva helyezkedik el. Ezeket az utcákat a bányászati hagyomány szerint az égtájakról nevezték el: észak, dél, kelet és nyugat. Minden családnak megvolt a maga kényelme, sőt még kertje is.
Ezt követően a vezetőség olyan szolgáltatásokkal is ellátta a várost, amelyek biztosították a dolgozók jólétét és helyhez kötöttségét. A munkások a helyi élelmiszerboltban vagy a hentesnél vásárolnak, de épült sörgyár, malom, kávézó, pazar községháza, park és kioszk. Iskolák és könyvtárak működtek, 1861-ben a hospice ház, 1909-ben a kórház és 1905-ben a Szent Borbála templom elkészülése tette teljessé a munkások életét, ebben az elszigetelt városban. Zenekar, pelota (labda), torna, futball, kertészeti liga biztosítja a szabadidős tevékenységeket, és olyan kényelmi szolgáltatások is működnek, mint az elektromos áram (az első város volt, amely elektromos világítást kapott Belgiumban) a folyóvíz és csatorna, vagy a takarékpénztár.
Építészeti stílusukat tekintve a munkásházak, a két kút és a műhelyek tömör, egyszerű épületek, neoklasszikus stílusban épültek. A szimmetria rendet és homogenitást teremt – a munka és a magánélet fúziójának térbeli kifejeződése.
A templom, a hospice, a kórház (tervezőjük: Nicolas Pourbaix építész), az elektromos állomás és a guillotine ajtók eklektikus stílusúak.

## Galéria

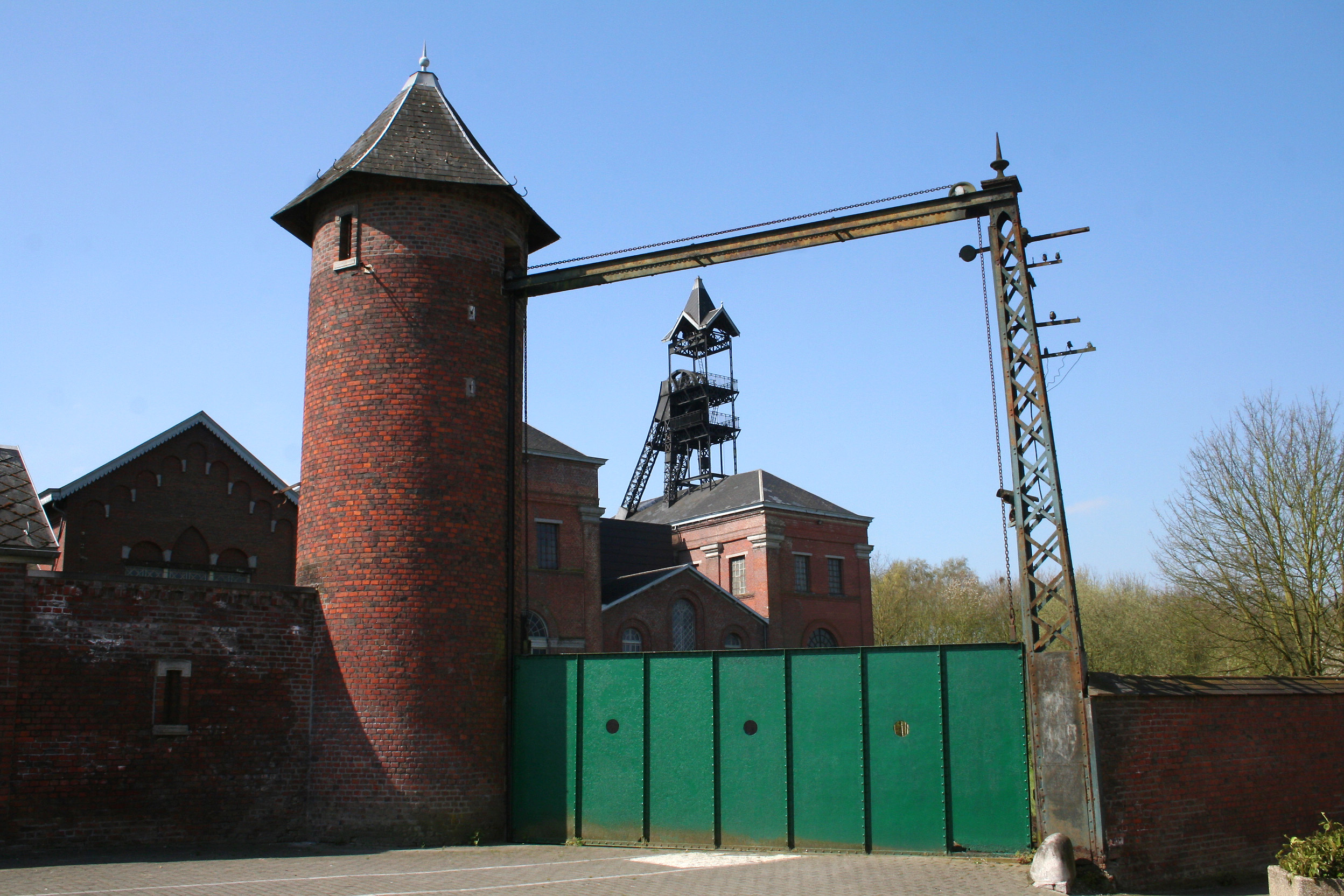
A Szent Emmanuel akna kapuja
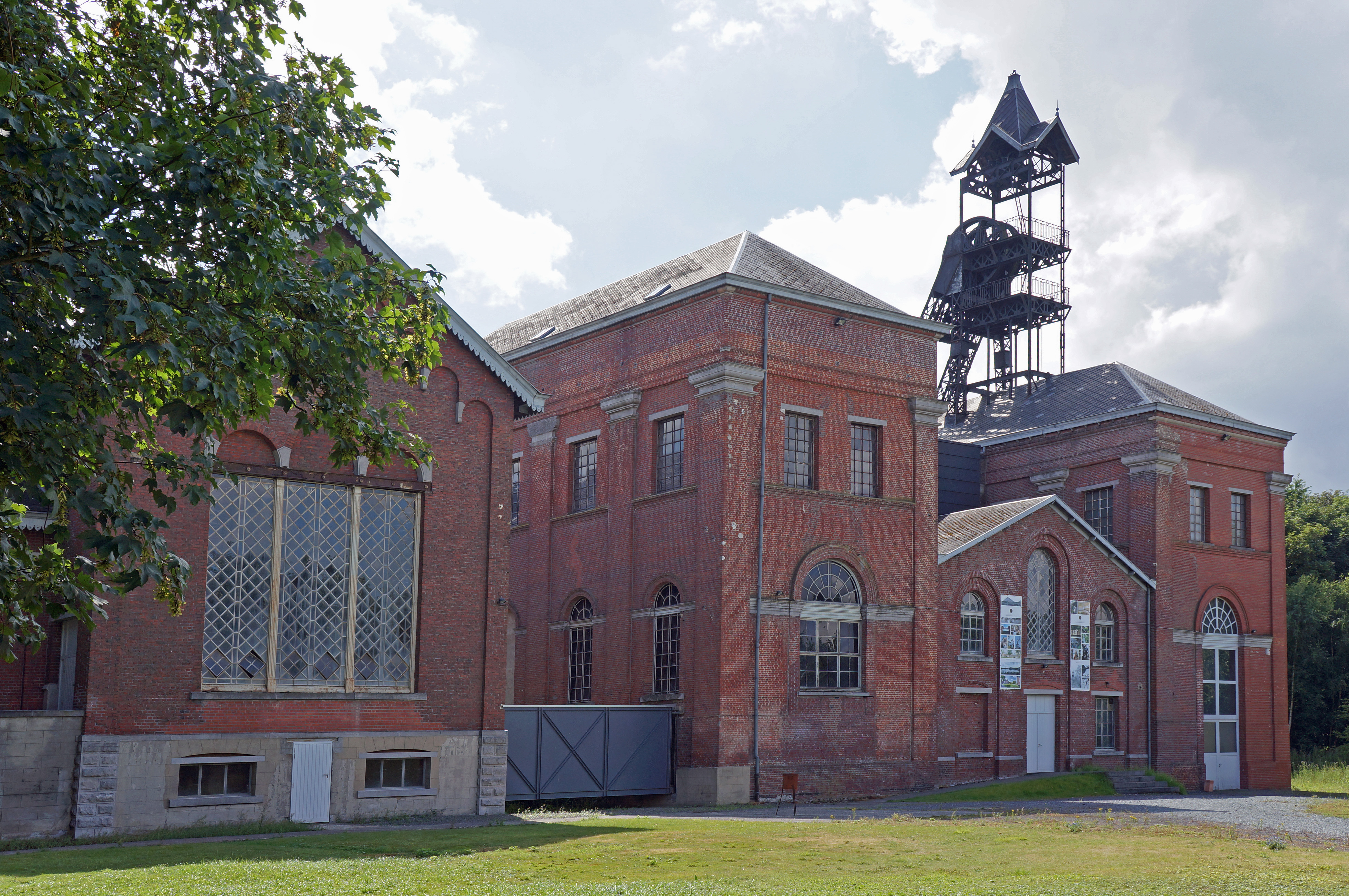
Bányaterület
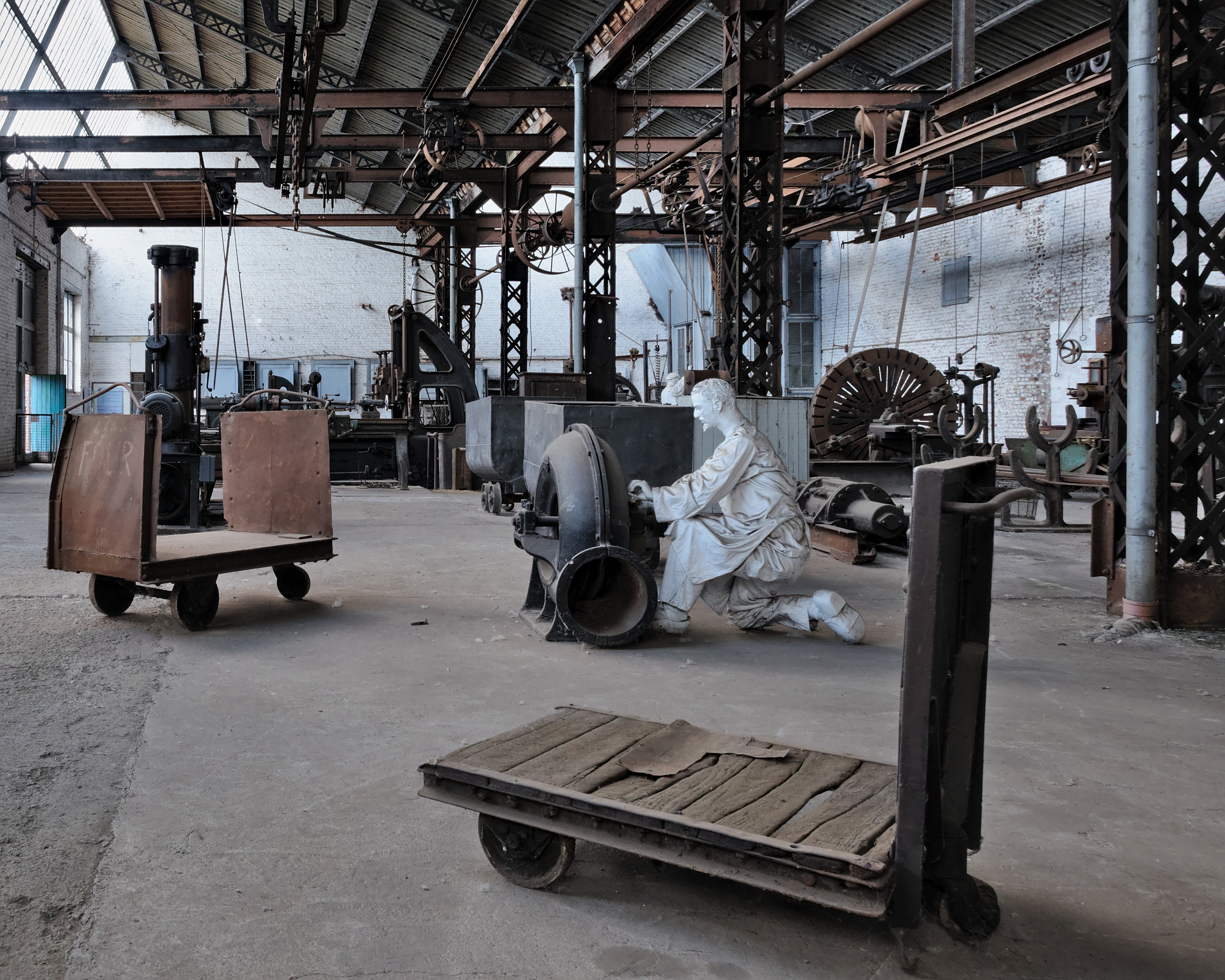
Öntöde
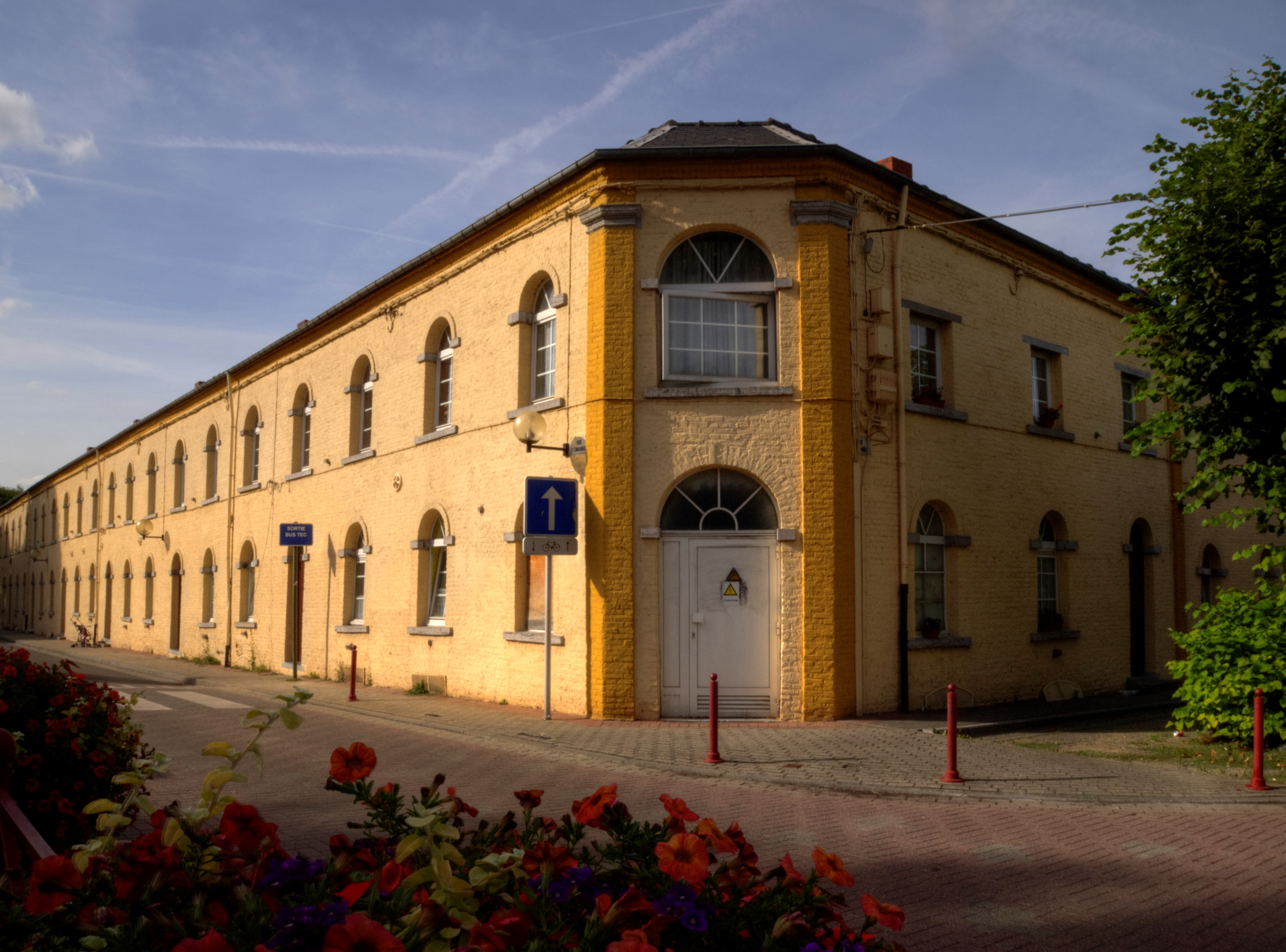
Munkáslakások
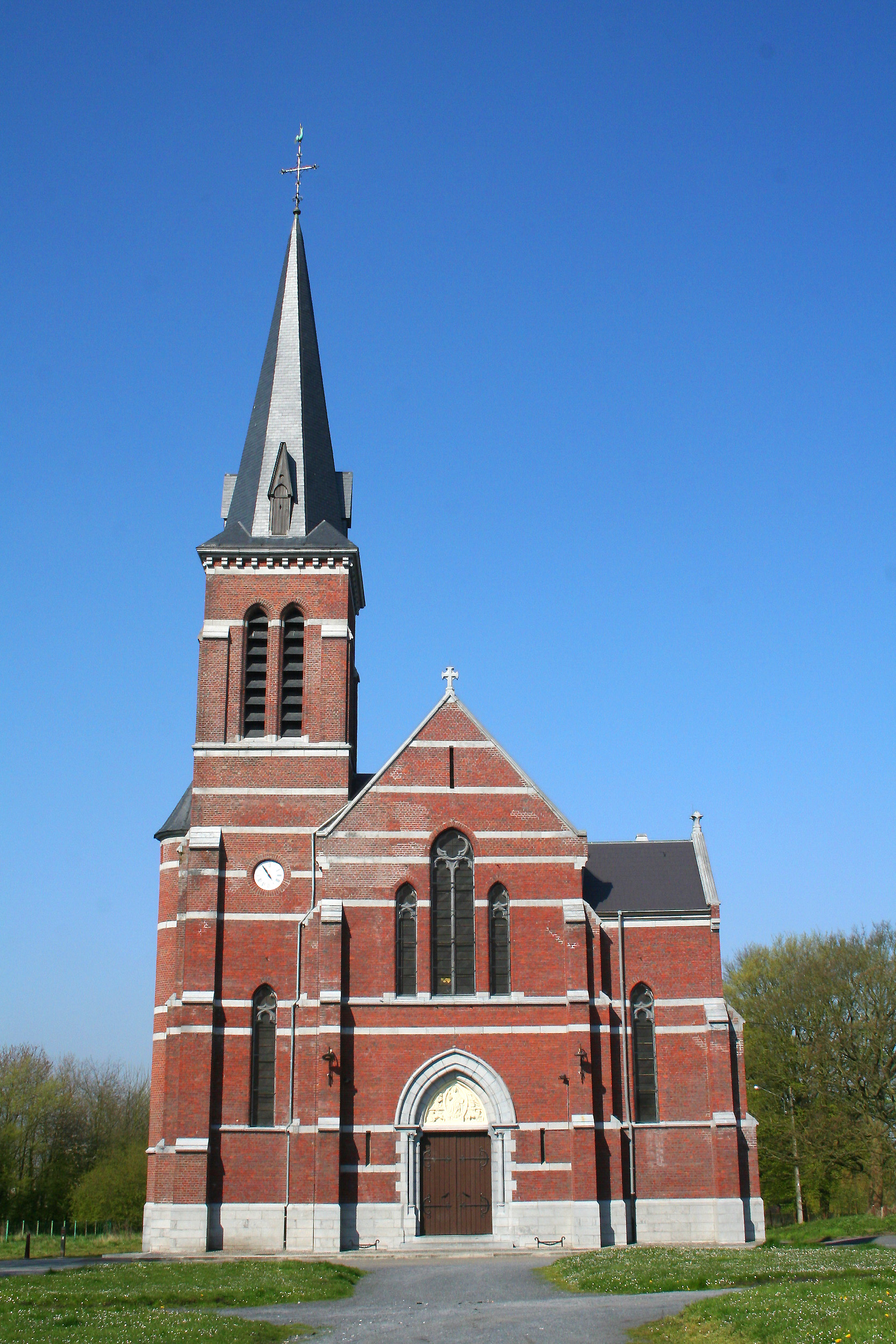
Szent Borbála templom
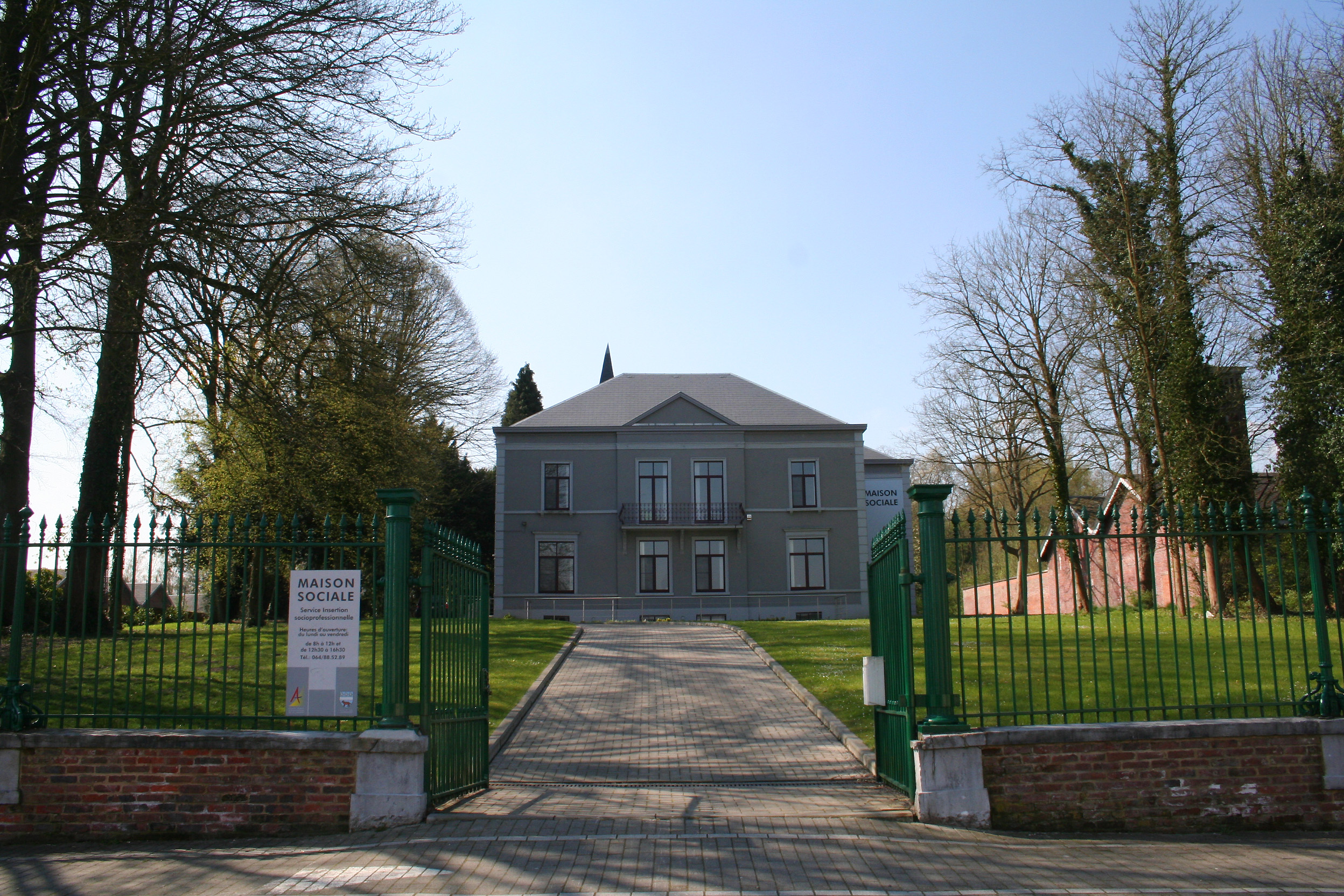
Az igazgató háza
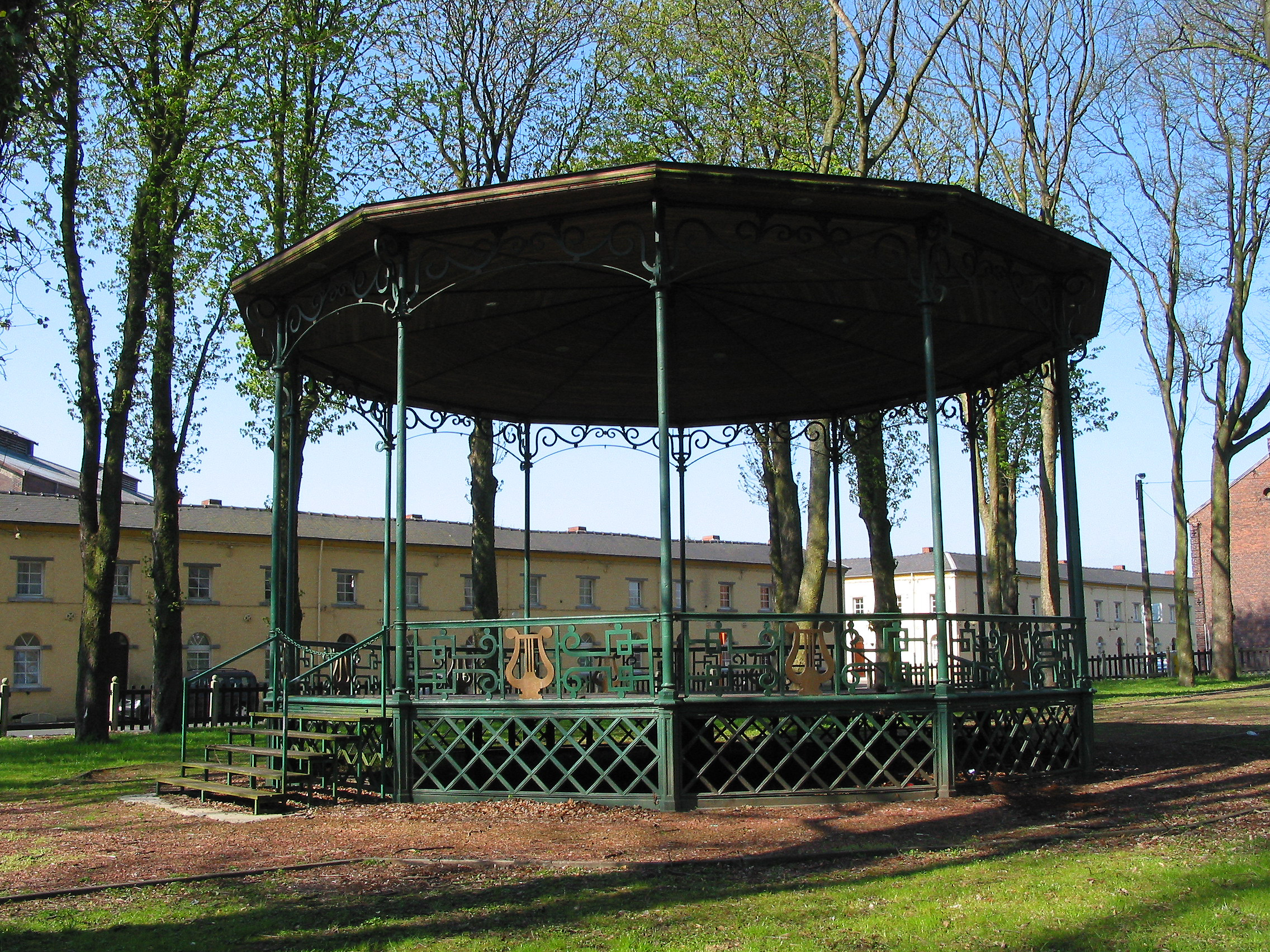
Zenepavilon

## Helyreállítás és bővítés: az ökomúzeum
1973-ban a Bois-du-Luc bányatelep közel 300 évnyi tevékenység után végleg bezárta kapuit. A régió kezdetben az ipari komplexum lebontásán gondolkodott. 1974-ben a város lakossága bizottságot alakított, hogy küzdjenek lakásaik felszámolása ellen, és elérjék, hogy Bois-du-Luc állami tulajdonba kerüljön. A civil tiltakozás támogatására Robert Pourbaix abbé létrehozta a GABOS-t (Groupe d'Animation Culturelle de Bois-du-Luc) és kidolgozta az örökség fejlesztésének gondolatát. 1983-ban Jacques Liébin történész megalapította az Ecomusée du Bois-du-Luc (Bois-de-Luc Ökomúzeum) nonprofit szervezetet a terület megmentéséért és újra hasznosításáért azzal a céllal, hogy népszerűsítse az ipari örökség tárgyi és immateriális aspektusait, valamint erősítse a terület tudományos és turisztikai fejlődését.
1994-ben a Bois-du-Luc Ökomúzeum nonprofit szervezet megkapta a FEDER Alapot, amely támogatást a helyszín felújítására és az egykori Szent-Emmanuel akna környezetében egy hatalmas múzeumi tér kialakítására fordította.
2012-ben Bois-du-Luc az UNESCO Világörökség része lett három másik nagy vallóniai bányászati helyszín – Grand-Hornu, Blegny-bánya és Bois du Cazier – mellett.
2018. március 16-án a szervezet “Bányászati és Fenntartható Fejlődési Múzeum” néven átalakult. Azóta múzeumi és turisztikai tevékenységét két közös tengely köré összpontosítja: a bányászattörténet és a fenntartható fejlődés.

## Fordítás
- Ez a szócikk részben vagy egészben  a   Bois-du-Luc című francia Wikipédia-szócikk fordításán alapul.  Az eredeti cikk szerkesztőit annak laptörténete sorolja fel. Ez a jelzés csupán a megfogalmazás eredetét és a szerzői jogokat jelzi, nem szolgál a cikkben szereplő információk forrásmegjelöléseként.

## További információ
- Buis-de-Luc hivatalos weboldala
- Bois-du-Luc Ecomuseum
- UNESCO világörökségi lista
- Vallónia turisztikai oldala Bois-du-Luc-ről